# Rejse til nattens ende
Rejse til nattens ende (fransk: Voyage au bout de la nuit) er en roman fra 1932 af Louis-Ferdinand Céline. Célines alterego, Ferdinand Bardamu, beretter om sit arbejde som fattiglæge og sin nomadiske livsførelse i Paris' fattigkvarterer, Flanderns skyttegrave, det koloniale Afrika og Detroits fabrikker. Romanen er præget af en misantropi og pessimisme.
Rejse til nattens ende blev Célines gennembrud og er et af det 20. århundredes store prosaværker. 